# Pentaceraster mammillatus
Pentaceraster mammillatus is een zeester uit de familie Oreasteridae.
De wetenschappelijke naam van de soort werd in 1826 gepubliceerd door Jean Victoire Audouin.